# فهرست بیمارستان‌های استان اصفهان
فهرست بیمارستان‌های استان اصفهان و کلانشهر اصفهان
| وابسته                    | ترتیب | نام مرکز                                            | شهرستان         | آدرس                                                                         | تلفن                    |
| ------------------------- | ----- | --------------------------------------------------- | --------------- | ---------------------------------------------------------------------------- | ----------------------- |
| دانشگاه علوم پزشکی اصفهان | ۱     | عیسی بن مریم (ع)                                    | اصفهان          | خیابان آیت الله شمس آبادی                                                    | ۰۳۱۳۲۳۳۲۰۶۵             |
|                           | ۲     | سینا                                                | اصفهان          | خیابان آیت الله شمس‌آبادی                                                     | ۰۳۱۳۲۲۰۵۰۲۵             |
|                           | ۳     | اصفهان                                              | اصفهان          | خ شیخ بهایی - چهارراه اردیبهشت                                               | ۱۸–۲۳۳۰۰۱۵              |
|                           | ۴     | مهرگان اصفهان                                       | اصفهان          | خ شیخ بهایی - جنب بانک رفاه                                                  | ۲۳۳۰۰۴۳–۰۳۱۳            |
|                           | ۵     | احمدیه اصفهان                                       | اصفهان          | خ طالقانی کوی سرتیپ                                                          | ۰۳۱۱–۲۳۶۰۰۲۱۳۳۰۰        |
|                           | ۶     | امام موسی کاظم (ع) اصفهان                           | اصفهان          | خیابان کاوه - نرسیده به پل شهید چمران                                        | ۳–۳۳۴۵۷۶۷۰              |
|                           | ۷     | مراکزآموزشی درمانی نور و حضرت علی‌اصغر               | اصفهان          | تقاطع خیابان استانداری و هشت بهشت                                            | ۰۳۱۳۲۲۲۲۸۹۲             |
|                           | ۸     | امین اصفهان                                         | اصفهان          | میدان شهدا، خیابان ابن سینا - کوچه سنبلستان                                  | ۰۳۱۳۱۱۲۲۰۲۰             |
|                           | ۹     | فیض اصفهان                                          | اصفهان          | میدان قدس - ابتدای خیابان شهید مدرس                                          | ۰۳۱۳۴۴۵۲۰۳۱–۸           |
|                           | ۱۰    | شهید صدوقی                                          | اصفهان          | خیابان بزرگمهر                                                               | ۳۲۹۱۲۰۰۰                |
|                           | ۱۱    | امیرالمؤمنین (ع) اصفهان                             | اصفهان          | خیابان احمدآباد                                                              | ۲۲۹۱۰۷۱ ۳               |
|                           | ۱۲    | زهرای مرضیه (س) اصفهان                              | اصفهان          | خیابان علامه مجلسی                                                           | ۳۴۴۵۶۰۶۱                |
|                           | ۱۳    | حضرت زهرای اصفهان                                   | اصفهان          | زینبیه - چهارراه عاشق اصفهانی - بعد از حرم مطهر                              | ۳۵۵۱۱۱۹۵–۷              |
|                           | ۱۴    | شهید بابائی اصفهان                                  | اصفهان          | بزرگراه شهید رئیسی- خیابان شهید ستاری                                        | ۰۳۱۱–۵۷۷۲۹۸۳            |
|                           | ۱۵    | سپاهان اصفهان                                       | اصفهان          | خیابان میر روبه روی هلال احمر                                                | ۶–۶۶۱۳۰۸۲               |
|                           | ۱۶    | شهید دکتر چمران اصفهان                              | اصفهان          | خ سلمان فارسی، بعد از پل شهرستان                                             | ۵–۲۶۰۰۹۶۱               |
|                           | ۱۷    | فارابی اصفهان                                       | اصفهان          | خیابان مشتاق سوم-بلوار ارغوانیه                                              | ۳۵۳۱۲۰۲۰–۰۳۱            |
|                           | ۱۸    | حجت ابن الحسن العسگری                               | اصفهان          | خیابان امام سجاد (ع) - خیابان (قائم مقام فراهانی) سپهسالار - روبروی بانک سپه | ۴–۳۶۳۰۶۰۰۱              |
|                           | ۱۹    | دکتر علی شریعتی اصفهان                              | اصفهان          | خیابان چهارباغ بالا                                                          | ۹–۰۳۱۳۶۲۷۲۰۰۱           |
|                           | ۲۰    | الزهرا (س) اصفهان                                   | اصفهان          | بلوار شهدای صفه                                                              | ۰۳۱۳۶۲۰۲۰۲۰             |
|                           | ۲۱    | ۵۷۷ ارتش اصفهان                                     | اصفهان          | بلوار شهدای صفه                                                              | ۰۳۱۳۶۲۸۱۲۰۰             |
|                           | ۲۲    | خانواده اصفهان                                      | اصفهان          | بلوار شهدای صفه                                                              | ۰۳۱۳۶۲۰۱۳۹۴             |
|                           | ۲۳    | شهدای هفتم تیر زندان مرکزی اصفهان                   | اصفهان          | اتوبان ذوب آهن                                                               | ۷۷۸۵۸۸۱                 |
|                           | ۲۴    | سعدی اصفهان                                         | اصفهان          | بوستان سعدی کوچه خداوردی ب ۳۷۱                                               | ۰۳۱۳۶۲۷۳۰۳۱             |
|                           | ۲۵    | آیت الله کاشانی اصفهان                              | اصفهان          | خیابان آیت ا… کاشانی جنوبی - بیمارستان آیت ا… کاشانی                         | ۳۲۳۳۰۰۹۱–۰۳۱            |
|                           | ۲۶    | شهید بهشتی اصفهان                                   | اصفهان          | خیابان شهید مطهری -نبش پل فلزی                                               | ۰۳۱۳۲۳۶۷۰۰۱             |
|                           | ۲۷    | سیدالشهدا (ع) اصفهان                                | اصفهان          | بزرگراه خیام - کوی نهر فرشادی                                                | ۱۹–۳۲۳۵۰۲۱۰             |
|                           | ۲۸    | دکتر غرضی اصفهان                                    | اصفهان          | اتوبان کاوه خیابان دکتر غرضی                                                 | ۳۴۵۰۹۹۰۱                |
|                           | ۲۹    | امیرالمومنین شهرضا                                  | شهرضا           | شهرضا- خیابان پاسداران- بیمارستان امیرالمؤمنین                               | ۵۳۵۱۵۶۶۷                |
|                           | ۳۰    | جرجانی اصفهان                                       | اصفهان          | میدان قدس بیمارستان جرجانی                                                   | ۷–۴۴۵۱۹۹۶               |
|                           | ۳۱    | عسگریه اصفهان                                       | اصفهان          | چهارراه عسگریه خ عسگریه                                                      | ۳۲۲۵۰۰۴۱                |
|                           | ۳۲    | گلدیس شاهین شهر                                     | شاهین‌شهر و میمه | شاهین شهر گلدیس خ رضوی                                                       | ۴۵۲۶۰۸۰۱–۰۳۱            |
|                           | ۳۳    | حضرت محمد (ص) میمه                                  | شاهین‌شهر و میمه | بلوار انقلاب اسلامی خیابان آموزش و پرورش                                     | ۰۳۱۴۵۴۲۴۴۴۴             |
|                           | ۳۴    | امام خمینی (ره) جرقویه اصفهان                       | اصفهان          | جرقویه                                                                       | ۴۶۶۲۲۸۰۱                |
|                           | ۳۵    | شهید دکتر بهشتی اردستان                             | اردستان         | خ ۲۲ بهمن میدان پرستار بیمارستان شهید دکتر بهشتی                             | ۵۴۲۴۴۱۱۲–۰۳۱            |
|                           | ۳۶    | حشمتیه نایین                                        | نائین           | خ شهید رجائی                                                                 | ۰۳۲۳–۲۲۵۹۰۶۱            |
|                           | ۳۷    | ساعی خمینی شهر                                      | خمینی‌شهر        | خمینی شهر-خ آزادی بلوار ش مطهری                                              | ۰۳۱۲–۳۲۴۸۰۷۷            |
|                           | ۳۸    | شهید اشرفی اصفهانی خمینی شهر                        | خمینی‌شهر        | خمینی شهر خیابان بوعلی روبروی بنیاد شهید                                     | ۰۳۱۳۳۶۲۵۰۸۱             |
|                           | ۳۹    | امام خمینی (ره) فلاورجان                            | فلاورجان        | خیابان آیت اله طالقانی - ابتدای بلوار بسیج                                   | ۰۳۱۳۷۴۲۱۰۱۱             |
|                           | ۴۰    | شهدای لنجان -لنجان                                  | لنجان           | زرین شهر بلوار شهید باهنر                                                    | ۰۳۱۵۲۲۳۷۳۲۶             |
|                           | ۴۱    | شهید مطهری لنجان                                    | لنجان           | اصفهان - اتوبان ذوب آهن - روبروی فولادشهر -بیمارستان شهید مطهری              | ۰۳۱۵۲۶۵۳۱۳۱             |
|                           | ۴۲    | محمدرسول الله (ص) مبارکه                            | مبارکه          | صفاییه-محله۵-بلوار امام خمینی-بلوار رسالت-بیمارستان محمد رسول‌الله (ص)        | ۰۳۱۵۲۶۷۲۲۲۲             |
|                           | ۴۳    | شهید محمد منتظری نجف آباد                           | نجف‌اباد         | تقاطع خیابان بیست و دوم بهمن و ۱۷ شهریور                                     | ۳–۴۲۶۴۳۰۰۰              |
|                           | ۴۴    | فاطمه الزهرا (ُس) نجف آباد                           | نجف‌اباد         | خیابان کمربندی-بلوار شهید غلامرضاصالحی                                       | ۰۳۱–۴۲۴۴۳۱۱۲            |
|                           | ۴۵    | بهنیا تیران و کرون                                  | تیران وکرون     | شهر تیران -خیابان امام خمینی-روبروی ورزشگاه تختی                             | ۴۲۲۲۶۷۷۶                |
|                           | ۴۶    | شهیدرجائی داران (فریدن)                             | فریدن           | داران - بلوار طالقانی                                                        | ۰۳۱۵۷۲۲۲۵۴۰–۴           |
|                           | ۴۷    | آیت اله مدرس نجف آباد                               | نجف‌اباد         | اصفهان - کیلومتر ۱۸ نجف آباد                                                 | ۰۳۱۴۲۲۲۳۲۰۸۵–۸۶         |
|                           | ۴۸    | شهید رجایی گلدشت نجف آباد                           | نجف‌اباد         | گلدشت خ جانبازان بیمارستان شهید رجایی                                        | ۰۳۱۴۲۲۳۲۵۸۵             |
|                           | ۴۹    | حضرت رسول اکرم (ص) فریدونشهر                        | فریدونشهر       | فریدونشهربلوار بسیج                                                          | ۰۳۱۵۷۵۹۲۰۴۲             |
|                           | ۵۰    | صاحب الزمان شهرضا                                   | شهرضا           | میدان صاحب الزمان - خیابان صاحب الزمان - بیمارستان صاحب الزمان               | ۰۳۱–۵۳۲۲۳۰۰۰            |
|                           | ۵۱    | حضرت سجاد شهرضا                                     | شهرضا           | شهرضا. خیابان شهید بهشتی. روبروی هلال احمر                                   | ۰۳۲۱۲۲۲۲۰۲۲             |
|                           | ۵۲    | امام خمینی سمیرم                                    | سمیرم           | خیابان ابن سینا                                                              | ۰۳۲۲۳۲۲–۶۰۵۶            |
|                           | ۵۳    | سیدالشهدای سمیرم                                    | سمیرم           | خیابان قدس بلوارابشار                                                        | ۱۹–۰۳۱۵۳۶۶۷۶۱۳          |
|                           | ۵۴    | نقوی کاشان                                          | کاشان           | خیابان شهید ر جایی - چهار راه آیت اله کاشانی                                 | ۰۳۱–۵۵۴۵۱۵۱۵            |
|                           | ۵۵    | کارگرنژاد کاشان                                     | کاشان           | بلوار رواند- مجتمع بیمارستانی شهید بهشتی- بیمارستان کارگرنژاد                | ۰۳۱–۵۵۵۴۹۱۱۱            |
|                           | ۵۶    | میلاد کاشان                                         | کاشان           | خ بهشتی کوچه شهیددیمی                                                        | ۰۳۱۵۵۴۶۱۷۱۷             |
|                           | ۵۷    | شبیه خوانی کاشان                                    | کاشان           | خ شهید بهشتی                                                                 | ۵۵۴۶۰۱۸۰–۰۳۱            |
|                           | ۵۸    | امام علی (ع) کاشان                                  | کاشان           | کیلومتر ۵ بلوار قطب راوندی                                                   | ۰۳۱–۵۵۵۴۰۰۲۶            |
|                           | ۵۹    | شهید بهشتی کاشان                                    | کاشان           | بلوار قطب راوندی کیلومتر ۳ جاده راوند                                        | ۰۳۱–۵۵۵۴۰۰۲۶            |
|                           | ۶۰    | متینی کاشان                                         | کاشان           | خ امیر کبیر                                                                  | ۵۵۳۴۲۰۲۰–۰۳۱            |
|                           | ۶۱    | سیدالشهداء آران و بیدگل                             | آران و بیدگل    | میدان طالقانی - خیابان ولی عصر                                               | ۰۳۱–۵۴۷۲۴۰۴۱            |
|                           | ۶۲    | شهید رجایی آران و بیدگل                             | آران و بیدگل    | خیابان نظام وفا - جنب بانک صادرات                                            | ۰۳۱۵۴۷۲۴۱۴۱             |
|                           | ۶۳    | خاتم الانبیا نطنز                                   | نط‌نز            | بلوارسرابان بیمارستان خاتم الانبیا نطنز                                      | ۰۳۱۵۴۲۲۲۰۶۶             |
|                           | ۶۴    | امام حسین (ع) گلپایگان                              | گلپایگان        | بلوار معلم-روبروی پمپ بنزین                                                  | ۰۳۱۵۷۲۴۱۰۲۰             |
|                           | ۶۵    | فاطمیه خوانسار                                      | خوانسار         | خیابان ۱۳محرم                                                                | ۰۳۱۵۷۷۷۹۰۰۰             |
|                           | ۶۶    | امام حسن آران و بیدگل                               | آران و بیدگل    | آران و بیدگل - میدان ولیعصر                                                  | ۵۴۷۳۹۲۴۰                |
|                           | ۶۷    | ثامن آران و بیدگل                                   | آران و بیدگل    | آران و بیدگل - خیابان امام خمینی                                             | ۵۴۷۲۴۱۴۱                |
|                           | ۶۸    | مرکز آموزشی درمانی کودکان حضرت امام حسین (ع) اصفهان | اصفهان          | خیابان امام خمینی -کیلومتر ۱۰                                                | ۰۳۱۳۳۸۶۶۲۶۶             |
|                           | ۶۹    | فاطمیه بادرود                                       | نط‌نز            | بادرود بلوار مطهری روبروی اتشنشانی                                           | ۰۳۱۵۴۳۴۲۰۳۰             |
|                           | ۷۰    | شهدای دهاقان                                        | دهاقان          | دهاقان -بلوار انقلاب- خ شهدا                                                 | ۰۳۱۵۳۳۳۸۸۰۲             |
|                           | ۷۱    | بوعلی چادگان                                        | چادگان          | چادگان میدان نبوت جنب دهکده زاینده رود                                       | ۰۳۱۵۷۷۲۶۹۷۴             |
|                           | ۷۲    | فوق تخصصی میلاد اصفهان                              | اصفهان          | اصفهان_ شهرک ولی عصر-خیابان جانبازان انتهای خیابان شهید بخشی                 | ۰۳۱۳۷۷۷۴۰۰۱             |
|                           | ۷۳    | بیمارستان جم                                        | اصفهان          | سپاهانشهر                                                                    | ۰۳۱۱۷۹۲۲۱۴۵             |
|                           | ۷۴    | تخصصی رزاصفهان                                      | اصفهان          | بلوار کشاورز چهاراه مفتح پشت برج آزاد                                        | ۰۳۱۳۷۷۷۷۸۰۱             |
|                           | ۷۵    | ورزنه (شرق اصفهان)                                  | اصفهان          | ورزنه                                                                        | ۰۳۱۱۶۶۱۹۶۶۱             |
|                           | ۷۶    | بیمارستان دکتر کریمی                                | اصفهان          | خوراسگان                                                                     | ۰۳۱۱۶۶۱۹۶۶۱             |
|                           | ۷۷    | بهارستان                                            | اصفهان          | بهارستان                                                                     | ۰۳۱۱۶۶۱۹۶۶۱             |
|                           | ۷۸    | کلینیک‌های ویژه دانشگاه علوم پزشکی اصفهان            | اصفهان          | معاونت درمان                                                                 | ۳۶۶۱۹۶۶۱                |
|                           | ۷۹    | شهید یغمایی                                         | خور و بیابانک   | خور-بلوار امام رضا (ع)                                                       | ۴۶۳۲۲۰۲۰                |
|                           | ۸۰    | شبکه بویین میاندشت                                  | فریدن           | بویین میاندشت-بلوار امام حسین-خیابان قدس                                     | ۵۷۵۲۲۲۲۸                |
|                           | ۸۱    | شفا (کلیشاد و سودرجان)                              | فلاورجان        | کلیشاد-بلوار بهارستان                                                        | ۰۳۱۳۷۴۸۹۳۹۱             |
|                           | ۸۲    | آیت اله یثربی کاشان                                 | کاشان           | کیلومتر ۵ جاده راوند                                                         | ۰۳۱۵۵۶۲۱۵۳۲             |
|                           | ۸۳    | ۹ دی منظریه خمینی شهر                               | خمینی‌شهر        | خمینی شهر -منظریه-خیابان سروش-بلوار شیواشرقی                                 | ۳۳۶۰۴۴۴۷                |
|                           | ۸۴    | مرکز جراحی محدود پارسیان                            | کاشان           | کاشان - خیابان شهید بهشتی - کوچه شهید صلواتی                                 | ۵۵۵۷۰۶۲۵                |
|                           | ۸۵    | حضرت محمد (ص) میمه                                  | شاهین‌شهر و میمه | میمه -بیمارستان حضرت محمد (ص) میمه                                           | ۰۳۱۴۵۴۵۴۴۴۴–۰۳۱۴۵۴۲۷۹۶۹ |
|                           | ۸۶    | کلینیک ویژه اخوان                                   | کاشان           | کاشان - میدان ۱۵ خرداد - خیابان اباذر - روبروی ساختمان مرکزی شهرداری         | ۵۵۴۶۸۳۱۸                |
|                           | ۸۷    | بقیةالله                                            | کاشان           | کاشان - بلوار امام رضا                                                       | -                       |